# Primetime Emmy Award voor beste vrouwelijke bijrol in een dramaserie
De Primetime Emmy Award voor beste vrouwelijke bijrol in een dramaserie (Engels: Primetime Emmy Award for Outstanding Supporting Actress in a Drama Series) is een televisieprijs die sinds 1954 elk jaar wordt uitgereikt door de Academy of Television Arts & Sciences. Vanaf 1970 is de prijs enkel voor een vrouwelijke bijrol in een dramaserie, daarvoor maakten actrices ook kans op de prijs als ze in een miniserie of televisiefilm speelden, of enkel een gastoptreden maakten. Ook was er in de begindagen geen onderscheid tussen komedie- of dramaseries, behalve in 1959 en van 1966 tot 1968. In 1962, 1963, 1964 en 1969 ging de prijs naar een actrice uit een dramaserie, de andere jaren won telkens een actrice uit een komedieserie.

## Winnaars en genomineerden
De winnaars staan bovenaan in vette letters op een gele achtergrond. De overige actrices die werden genomineerd staan eronder vermeld in alfabetische volgorde.
| Legende | Betekenis                                                                           |
| ------- | ----------------------------------------------------------------------------------- |
|         | Winnende actrice                                                                    |
| #       | Prijs voor een rol in een miniserie of televisiefilm voordat die categorie bestond. |
| §       | Prijs voor een gastrol in een jaar dat deze categorie niet apart bestond.           |

### 1954-1959
| Jaar              | Actrice                 | Rol                                    | Serie     | Zender |
| ----------------- | ----------------------- | -------------------------------------- | --------- | ------ |
| 1954 (6e)         |                         |                                        |           |        |
| Vivian Vance      | Ethel Mertz             | I Love Lucy                            | CBS       |        |
| Bea Benaderet     | Blanche Morton          | The George Burns and Gracie Allen Show | CBS       |        |
| Ruth Gilbert      | Max                     | The Milton Berle Show                  | NBC       |        |
| Marion Lorne      | Mrs. Gurney             | Mister Peepers                         | NBC       |        |
| Audrey Meadows    | Alice Kramden           | The Jackie Gleason Show                | CBS       |        |
| 1955 (7e)         |                         |                                        |           |        |
| Audrey Meadows    | Alice Kramden           | The Jackie Gleason Show                | CBS       |        |
| Bea Benaderet     | Blanche Morton          | The George Burns and Gracie Allen Show | CBS       |        |
| Jean Hagen        | Margaret Williams       | Make Room for Daddy                    | ABC       |        |
| Marion Lorne      | Mrs. Gurney             | Mister Peepers                         | NBC       |        |
| Vivian Vance      | Ethel Mertz             | I Love Lucy                            | CBS       |        |
| 1956 (8e)         |                         |                                        |           |        |
| Nanette Fabray    | Verscheidene personages | Caesar's Hour                          | NBC       |        |
| Ann B. Davis      | Charmaine Schultz       | The Bob Cummings Show                  | CBS       |        |
| Jean Hagen        | Margaret Williams       | Make Room for Daddy                    | ABC       |        |
| Audrey Meadows    | Alice Kramden           | The Honeymooners                       | CBS       |        |
| Thelma Ritter #   | Aggie Hurley            | The Catered Affair                     | NBC       |        |
| 1957 (9e)         |                         |                                        |           |        |
| Pat Carroll       | Verscheidene personages | Caesar's Hour                          | NBC       |        |
| Ann B. Davis      | Charmaine Schultz       | The Bob Cummings Show                  | CBS       |        |
| Audrey Meadows    | Alice Kramden           | The Jackie Gleason Show                | CBS       |        |
| Mildred Natwick # | Madame Arcati           | Ford Star Jubilee                      | CBS       |        |
| Vivian Vance      | Ethel Mertz             | I Love Lucy                            | CBS       |        |
| 1958 (10e)        |                         |                                        |           |        |
| Ann B. Davis      | Charmaine Schultz       | The Bob Cummings Show                  | CBS / NBC |        |
| Pat Carroll       | Verscheidene personages | Caesar's Hour                          | NBC       |        |
| Marion Lorne      | Myrtle Banford          | Sally                                  | NBC       |        |
| Verna Felton      | Hilda Crocker           | December Bride                         | CBS       |        |
| Vivian Vance      | Ethel Mertz             | I Love Lucy                            | CBS       |        |
| 1959 (11e)        |                         |                                        |           |        |
| Barbara Hale      | Della Street            | Perry Mason                            | CBS       |        |
| Lola Albright     | Edie Hart               | Peter Gunn                             | NBC       |        |
| Amanda Blake      | Kitty                   | Gunsmoke                               | CBS       |        |
| Hope Emerson      | Mother                  | Peter Gunn                             | NBC       |        |

### 1960-1969
| Jaar               | Actrice               | Rol                                         | Serie      | Zender     |
| ------------------ | --------------------- | ------------------------------------------- | ---------- | ---------- |
| 1960 (12e)         | Geen prijs            | Geen prijs                                  | Geen prijs | Geen prijs |
| 1961 (13e)         |                       |                                             |            |            |
| Don Knotts         | Barney Fife           | The Andy Griffith Show                      | CBS        |            |
| Abby Dalton        | Lt. Martha Hale       | Hennesey                                    | CBS        |            |
| Barbara Hale       | Della Street          | Perry Mason                                 | CBS        |            |
| 1962 (14e)         |                       |                                             |            |            |
| Pamela Brown #     | Hertogin van Kent     | Victoria Regina                             | NBC        |            |
| Jeanne Cooper §    | Anna Medalle          | Ben Casey                                   | ABC        |            |
| Colleen Dewhurst # | Gertrude Hart         | Focus                                       | NBC        |            |
| Joan Hackett §     | Ellen Parker          | Ben Casey                                   | ABC        |            |
| Mary Wickes        | Maxfield              | The Gertrude Berg Show                      | CBS        |            |
| 1963 (15e)         |                       |                                             |            |            |
| Glenda Farrell §   | Martha Morrison       | Ben Casey                                   | ABC        |            |
| Davey Davison §    | Laura Hunter          | The Eleventh Hour                           | NBC        |            |
| Nancy Malone       | Libby Kingston        | Naked City                                  | ABC        |            |
| Rose Marie         | Sally Rogers          | The Dick Van Dyke Show                      | CBS        |            |
| Kate Reid #        | Koningin Victoria     | The Invincible Mr. Disraeli                 | NBC        |            |
| 1964 (16e)         |                       |                                             |            |            |
| Ruth White #       | Shelagh Mangan        | Little Moon of Alban                        | NBC        |            |
| Martine Bartlett § | Miranda Ledoux Porter | Arrest and Trial                            | ABC        |            |
| Anjanette Comer §  | Annabelle Selinsky    | Arrest and Trial                            | ABC        |            |
| Rose Marie         | Sally Rogers          | The Dick Van Dyke Show                      | CBS        |            |
| Claudia McNeil §   | Mrs. Hill             | The Doctors and the Nurses                  | CBS        |            |
| 1965 (17e)         | Geen prijs            | Geen prijs                                  | Geen prijs | Geen prijs |
| 1966 (18e)         |                       |                                             |            |            |
| Lee Grant          | Stella Chernak        | Peyton Place                                | ABC        |            |
| Diane Baker #      | Rachel Brown          | Inherit the Wind                            | NBC        |            |
| Pamela Franklin #  | Betsy Balcombe        | Eagle in a Cage                             | NBC        |            |
| Jeanette Nolan §   | Helen Robinson        | I Spy                                       | NBC        |            |
| 1967 (19e)         |                       |                                             |            |            |
| Agnes Moorehead §  | Emma Valentine        | The Wild Wild West                          | CBS        |            |
| Tina Chen #        | Vietnamese Girl       | The Final War of Olly Winter                | CBS        |            |
| Ruth Warrick       | Hannah Cord           | Peyton Place                                | ABC        |            |
| 1968 (20e)         |                       |                                             |            |            |
| Barbara Anderson   | Officer Eve Whitfield | Ironside                                    | NBC        |            |
| Linda Cristal      | Victoria Cannon       | The High Chaparral                          | NBC        |            |
| Tessie O'Shea #    | Tessie O'Toole        | The Strange Case of Dr. Jekyll and Mr. Hyde | ABC        |            |
| 1969 (21e)         |                       |                                             |            |            |
| Susan Saint James  | Peggy Maxwell         | The Name of the Game                        | NBC        |            |
| Barbara Anderson   | Officer Eve Whitfield | Ironside                                    | NBC        |            |
| Agnes Moorehead    | Endora                | Bewitched                                   | ABC        |            |

### 1970-1979
| Jaar                | Actrice                  | Rol                  | Serie | Zender |
| ------------------- | ------------------------ | -------------------- | ----- | ------ |
| 1970 (22e)          |                          |                      |       |        |
| Gail Fisher         | Peggy Fair               | Mannix               | CBS   |        |
| Barbara Anderson    | Officer Eve Whitfield    | Ironside             | NBC   |        |
| Susan Saint James   | Peggy Maxwell            | The Name of the Game | NBC   |        |
| 1971 (23e)          |                          |                      |       |        |
| Margaret Leighton # | Gertrude                 | Hamlet               | NBC   |        |
| Gail Fisher         | Peggy Fair               | Mannix               | CBS   |        |
| Susan Saint James   | Peggy Maxwell            | The Name of the Game | NBC   |        |
| Elena Verdugo       | Consuelo Lopez           | Marcus Welby, M.D.   | ABC   |        |
| 1972 (24e)          |                          |                      |       |        |
| Jenny Agutter #     | Frith                    | The Snow Goose       | NBC   |        |
| Gail Fisher         | Peggy Fair               | Mannix               | CBS   |        |
| Elena Verdugo       | Consuelo Lopez           | Marcus Welby, M.D.   | ABC   |        |
| 1973 (25e)          |                          |                      |       |        |
| Ellen Corby         | Esther Walton            | The Waltons          | CBS   |        |
| Gail Fisher         | Peggy Fair               | Mannix               | CBS   |        |
| Nancy Walker        | Mildred                  | McMillan & Wife      | NBC   |        |
| 1974 (26e)          |                          |                      |       |        |
| Joanna Miles #      | Laura Wingfield          | The Glass Menagerie  | ABC   |        |
| Ellen Corby         | Esther Walton            | The Waltons          | CBS   |        |
| Nancy Walker        | Mildred                  | McMillan & Wife      | NBC   |        |
| 1975 (27e)          |                          |                      |       |        |
| Ellen Corby         | Esther Walton            | The Waltons          | CBS   |        |
| Angela Baddeley     | Mrs. Bridges             | Upstairs, Downstairs | PBS   |        |
| Nancy Walker        | Mildred                  | McMillan & Wife      | NBC   |        |
| 1976 (28e)          |                          |                      |       |        |
| Ellen Corby         | Esther Walton            | The Waltons          | CBS   |        |
| Angela Baddeley     | Mrs. Bridges             | Upstairs, Downstairs | PBS   |        |
| Susan Howard        | Maggie Petrocelli        | Petrocelli           | NBC   |        |
| Dorothy McGuire #   | Mary Jordache            | Rich Man, Poor Man   | ABC   |        |
| Sada Thompson #     | Mary Todd Lincoln        | Sandburg's Lincoln   | NBC   |        |
| 1977 (29e)          |                          |                      |       |        |
| Kristy McNichol     | Letitia "Buddy" Lawrence | Family               | ABC   |        |
| Meredith Baxter     | Nancy Lawrence Maitland  | Family               | ABC   |        |
| Ellen Corby         | Esther Walton            | The Waltons          | CBS   |        |
| Lee Meriwether      | Betty Jones              | Barnaby Jones        | CBS   |        |
| Jacqueline Tong     | Daisy Peel               | Upstairs, Downstairs | PBS   |        |
| 1978 (30e)          |                          |                      |       |        |
| Nancy Marchand      | Margaret Pynchon         | Lou Grant            | CBS   |        |
| Meredith Baxter     | Nancy Lawrence Maitland  | Family               | ABC   |        |
| Tovah Feldshuh #    | Helena Slomova           | Holocaust            | NBC   |        |
| Linda Kelsey        | Billie Newman            | Lou Grant            | CBS   |        |
| Kristy McNichol     | Letitia "Buddy" Lawrence | Family               | ABC   |        |
| 1979 (31e)          |                          |                      |       |        |
| Kristy McNichol     | Letitia "Buddy" Lawrence | Family               | ABC   |        |
| Linda Kelsey        | Billie Newman            | Lou Grant            | CBS   |        |
| Nancy Marchand      | Margaret Pynchon         | Lou Grant            | CBS   |        |

### 1980-1989
| Jaar              | Actrice               | Rol                      | Serie | Zender |
| ----------------- | --------------------- | ------------------------ | ----- | ------ |
| 1980 (32e)        |                       |                          |       |        |
| Nancy Marchand    | Margaret Pynchon      | Lou Grant                | CBS   |        |
| Nina Foch §       | Mrs. Polk             | Lou Grant                | CBS   |        |
| Linda Kelsey      | Billie Newman         | Lou Grant                | CBS   |        |
| Jessica Walter    | Melanie McIntyre      | Trapper John, M.D.       | CBS   |        |
| 1981 (33e)        |                       |                          |       |        |
| Nancy Marchand    | Margaret Pynchon      | Lou Grant                | CBS   |        |
| Barbara Barrie    | Evelyn Stroller       | Breaking Away            | ABC   |        |
| Barbara Bosson    | Fay Furillo           | Hill Street Blues        | NBC   |        |
| Linda Kelsey      | Billie Newman         | Lou Grant                | CBS   |        |
| Betty Thomas      | Sgt. Lucille Bates    | Hill Street Blues        | NBC   |        |
| 1982 (34e)        |                       |                          |       |        |
| Nancy Marchand    | Margaret Pynchon      | Lou Grant                | CBS   |        |
| Barbara Bosson    | Fay Furillo           | Hill Street Blues        | NBC   |        |
| Julie Harris      | Lilimae Clements      | Knots Landing            | CBS   |        |
| Linda Kelsey      | Billie Newman         | Lou Grant                | CBS   |        |
| Betty Thomas      | Sgt. Lucille Bates    | Hill Street Blues        | NBC   |        |
| 1983 (35e)        |                       |                          |       |        |
| Doris Roberts §   | Cora                  | St. Elsewhere            | NBC   |        |
| Barbara Bosson    | Fay Furillo           | Hill Street Blues        | NBC   |        |
| Christina Pickles | Nurse Helen Rosenthal | St. Elsewhere            | NBC   |        |
| Madge Sinclair    | Nurse Ernestine Shoop | Trapper John, M.D.       | CBS   |        |
| Betty Thomas      | Sgt. Lucille Bates    | Hill Street Blues        | NBC   |        |
| 1984 (36e)        |                       |                          |       |        |
| Alfre Woodard §   | Doris Robson          | Hill Street Blues        | NBC   |        |
| Barbara Bosson    | Fay Furillo           | Hill Street Blues        | NBC   |        |
| Piper Laurie §    | Fran Singleton        | St. Elsewhere            | NBC   |        |
| Madge Sinclair    | Nurse Ernestine Shoop | Trapper John, M.D.       | CBS   |        |
| Betty Thomas      | Sgt. Lucille Bates    | Hill Street Blues        | NBC   |        |
| 1985 (37e)        |                       |                          |       |        |
| Betty Thomas      | Sgt. Lucille Bates    | Hill Street Blues        | NBC   |        |
| Barbara Bosson    | Fay Furillo           | Hill Street Blues        | NBC   |        |
| Christina Pickles | Nurse Helen Rosenthal | St. Elsewhere            | NBC   |        |
| Doris Roberts     | Mildred Krebs         | Remington Steele         | NBC   |        |
| Madge Sinclair    | Nurse Ernestine Shoop | Trapper John, M.D.       | CBS   |        |
| 1986 (38e)        |                       |                          |       |        |
| Bonnie Bartlett   | Ellen Craig           | St. Elsewhere            | NBC   |        |
| Allyce Beasley    | Agnes DiPesto         | Moonlighting             | ABC   |        |
| Christina Pickles | Nurse Helen Rosenthal | St. Elsewhere            | NBC   |        |
| Betty Thomas      | Sgt. Lucille Bates    | Hill Street Blues        | NBC   |        |
| 1987 (39e)        |                       |                          |       |        |
| Bonnie Bartlett   | Ellen Craig           | St. Elsewhere            | NBC   |        |
| Allyce Beasley    | Agnes DiPesto         | Moonlighting             | ABC   |        |
| Christina Pickles | Nurse Helen Rosenthal | St. Elsewhere            | NBC   |        |
| Susan Ruttan      | Roxanne Melman        | L.A. Law                 | NBC   |        |
| Betty Thomas      | Sgt. Lucille Bates    | Hill Street Blues        | NBC   |        |
| 1988 (40e)        |                       |                          |       |        |
| Patricia Wettig   | Nancy Krieger Weston  | thirtysomething          | ABC   |        |
| Bonnie Bartlett   | Ellen Craig           | St. Elsewhere            | NBC   |        |
| Polly Draper      | Ellyn Warren          | thirtysomething          | ABC   |        |
| Christina Pickles | Nurse Helen Rosenthal | St. Elsewhere            | NBC   |        |
| Susan Ruttan      | Roxanne Melman        | L.A. Law                 | NBC   |        |
| 1989 (41e)        |                       |                          |       |        |
| Melanie Mayron    | Melissa Steadman      | thirtysomething          | ABC   |        |
| Michele Greene    | Abby Perkins          | L.A. Law                 | NBC   |        |
| Lois Nettleton    | Joanne St. John       | In the Heat of the Night | NBC   |        |
| Amanda Plummer    | Alice Hackett         | L.A. Law                 | NBC   |        |
| Susan Ruttan      | Roxanne Melman        | L.A. Law                 | NBC   |        |

### 1990-1999
| Jaar               | Actrice                      | Rol                       | Serie |
| ------------------ | ---------------------------- | ------------------------- | ----- |
| 1990 (42e)         |                              |                           |       |
| Marg Helgenberger  | K.C.                         | China Beach               |       |
| Sherilyn Fenn      | Audrey Horne                 | Twin Peaks                |       |
| Melanie Mayron     | Melissa                      | thirtysomething           |       |
| Diana Muldaur      | Rosalind Shays               | L.A. Law                  |       |
| Susan Ruttan       | Roxanne Melman               | L.A. Law                  |       |
| 1991 (43e)         |                              |                           |       |
| Madge Sinclair     | Josephine Austin             | Gabriel's Fire            |       |
| Marg Helgenberger  | K.C.                         | China Beach               |       |
| Piper Laurie       | Catherine Martell            | Twin Peaks                |       |
| Melanie Mayron     | Melissa                      | thirtysomething           |       |
| Diana Muldaur      | Rosalind Shays               | L.A. Law                  |       |
| 1992 (44e)         |                              |                           |       |
| Valerie Mahaffey § | Eve                          | Northern Exposure         |       |
| Mary Alice         | Marguerite Peck              | I'll Fly Away             |       |
| Barbara Barrie §   | Mrs. Bream                   | Law & Order               |       |
| Conchata Ferrell   | Susan Bloom                  | L.A. Law                  |       |
| Cynthia Geary      | Shelly Tambo                 | Northern Exposure         |       |
| Marg Helgenberger  | K.C.                         | China Beach               |       |
| Kay Lenz           | Maggie Zombro                | Reasonable Doubts         |       |
| 1993 (45e)         |                              |                           |       |
| Mary Alice         | Marguerite Peck              | I'll Fly Away             |       |
| Cynthia Geary      | Shelly Tambo                 | Northern Exposure         |       |
| Kay Lenz           | Maggie Zombro                | Reasonable Doubts         |       |
| Kellie Martin      | Becca                        | Life Goes On              |       |
| Peg Phillips       | Ruth-Anne                    | Northern Exposure         |       |
| 1994 (46e)         |                              |                           |       |
| Leigh Taylor-Young | Rachel Harris                | Picket Fences             |       |
| Amy Brenneman      | Janice Licalsi               | NYPD Blue                 |       |
| Jill Eikenberry    | Ann Kelsey                   | L.A. Law                  |       |
| Sharon Lawrence    | A.D.A. Sylvia Costas         | NYPD Blue                 |       |
| Gail O'Grady       | Donna Abandando              | NYPD Blue                 |       |
| 1995 (47e)         |                              |                           |       |
| Julianna Margulies | Carol Hathaway               | ER                        |       |
| Barbara Babcock    | Dorothy                      | Dr. Quinn, Medicine Woman |       |
| Tyne Daly          | Miss Alice                   | Christy                   |       |
| Sharon Lawrence    | Sylvia Costas                | NYPD Blue                 |       |
| Gail O'Grady       | Donna Abandando              | NYPD Blue                 |       |
| 1996 (48e)         |                              |                           |       |
| Tyne Daly          | Miss Alice                   | Christy                   |       |
| Barbara Bosson     | Miriam Grasso                | Murder One                |       |
| Sharon Lawrence    | Assistant D.A. Sylvia Costas | NYPD Blue                 |       |
| Julianna Margulies | Carol Hathaway               | ER                        |       |
| Gail O'Grady       | Donna Abandando              | NYPD Blue                 |       |
| 1997 (49e)         |                              |                           |       |
| Kim Delaney        | Detective Diane Russell      | NYPD Blue                 |       |
| Laura Innes        | Dr. Kerry Weaver             | ER                        |       |
| CCH Pounder        | Dr. Angela Hicks             | ER                        |       |
| Della Reese        | Tess                         | Touched by an Angel       |       |
| Gloria Reuben      | Jeanie Boulet                | ER                        |       |
| 1998 (50e)         |                              |                           |       |
| Camryn Manheim     | Ellenor Frutt                | The Practice              |       |
| Kim Delaney        | Diane Russell                | NYPD Blue                 |       |
| Laura Innes        | Dr. Kerry Weaver             | ER                        |       |
| Della Reese        | Tess                         | Touched by an Angel       |       |
| Gloria Reuben      | Jeanie Boulet                | ER                        |       |
| 1999 (51e)         |                              |                           |       |
| Holland Taylor     | Judge Roberta Kittleson      | The Practice              |       |
| Lara Flynn Boyle   | Helen Gamble                 | The Practice              |       |
| Kim Delaney        | Diane Russell                | NYPD Blue                 |       |
| Camryn Manheim     | Ellenor Frutt                | The Practice              |       |
| Nancy Marchand     | Livia Soprano                | The Sopranos              |       |

### 2000-2009
| Jaar               | Actrice                       | Rol                | Serie |
| ------------------ | ----------------------------- | ------------------ | ----- |
| 2000 (52e)         |                               |                    |       |
| Allison Janney     | C.J. Cregg                    | The West Wing      |       |
| Stockard Channing  | Abigail Bartlet, M.D.         | The West Wing      |       |
| Tyne Daly          | Maxine Gray                   | Judging Amy        |       |
| Nancy Marchand     | Livia Soprano                 | The Sopranos       |       |
| Holland Taylor     | Judge Roberta Kittleson       | The Practice       |       |
| 2001 (53e)         |                               |                    |       |
| Allison Janney     | C.J. Cregg                    | The West Wing      |       |
| Stockard Channing  | Dr. Abigail Bartlet           | The West Wing      |       |
| Tyne Daly          | Maxine Gray                   | Judging Amy        |       |
| Maura Tierney      | Abby Lockhart                 | ER                 |       |
| Aida Turturro      | Janice Soprano                | The Sopranos       |       |
| 2002 (54e)         |                               |                    |       |
| Stockard Channing  | Abigail Bartlet               | The West Wing      |       |
| Lauren Ambrose     | Claire Fisher                 | Six Feet Under     |       |
| Tyne Daly          | Maxine Gray                   | Judging Amy        |       |
| Janel Moloney      | Donna Moss                    | The West Wing      |       |
| Mary-Louise Parker | Amy Gardner                   | The West Wing      |       |
| 2003 (55e)         |                               |                    |       |
| Tyne Daly          | Maxine Gray                   | Judging Amy        |       |
| Lauren Ambrose     | Claire Fisher                 | Six Feet Under     |       |
| Stockard Channing  | Abigail Bartlet               | The West Wing      |       |
| Rachel Griffiths   | Brenda Chenowith              | Six Feet Under     |       |
| Lena Olin          | Irina Derevko / Laura Bristow | Alias              |       |
| 2004 (56e)         |                               |                    |       |
| Drea de Matteo     | Adriana La Cerva              | The Sopranos       |       |
| Stockard Channing  | Dr. Abigail Bartlet           | The West Wing      |       |
| Tyne Daly          | Maxine Gray                   | Judging Amy        |       |
| Janel Moloney      | Donna Moss                    | The West Wing      |       |
| Robin Weigert      | Calamity Jane                 | Deadwood           |       |
| 2005 (57e)         |                               |                    |       |
| Blythe Danner      | Izzy Huffstodt                | Huff               |       |
| Stockard Channing  | Abigail Bartlet               | The West Wing      |       |
| Tyne Daly          | Maxine Gray                   | Judging Amy        |       |
| Sandra Oh          | Cristina                      | Grey's Anatomy     |       |
| CCH Pounder        | Det. Claudette Wyms           | The Shield         |       |
| 2006 (58e)         |                               |                    |       |
| Blythe Danner      | Izzy Huffstodt                | Huff               |       |
| Candice Bergen     | Shirley Schmidt               | Boston Legal       |       |
| Sandra Oh          | Cristina Yang                 | Grey's Anatomy     |       |
| Jean Smart         | First Lady Martha Logan       | 24                 |       |
| Chandra Wilson     | Dr. Bailey                    | Grey's Anatomy     |       |
| 2007 (59e)         |                               |                    |       |
| Katherine Heigl    | Isobel "Izzie" Stevens        | Grey's Anatomy     |       |
| Lorraine Bracco    | Dr. Jennifer Melfi            | The Sopranos       |       |
| Rachel Griffiths   | Sarah Whedon                  | Brothers & Sisters |       |
| Sandra Oh          | Cristina Yang                 | Grey's Anatomy     |       |
| Aida Turturro      | Janice Soprano                | The Sopranos       |       |
| Chandra Wilson     | Miranda Bailey                | Grey's Anatomy     |       |
| 2008 (60e)         |                               |                    |       |
| Dianne Wiest       | Dr. Gina Toll                 | In Treatment       |       |
| Candice Bergen     | Shirley Schmidt               | Boston Legal       |       |
| Rachel Griffiths   | Sarah Walker-Whedon           | Brothers & Sisters |       |
| Sandra Oh          | Cristina Yang                 | Grey's Anatomy     |       |
| Chandra Wilson     | Dr. Miranda Bailey            | Grey's Anatomy     |       |
| 2009 (61e)         |                               |                    |       |
| Cherry Jones       | President Allison Taylor      | 24                 |       |
| Rose Byrne         | Ellen Parsons                 | Damages            |       |
| Hope Davis         | Mia                           | In Treatment       |       |
| Sandra Oh          | Dr. Cristina Yang             | Grey's Anatomy     |       |
| Dianne Wiest       | Gina                          | In Treatment       |       |
| Chandra Wilson     | Dr. Miranda Bailey            | Grey's Anatomy     |       |

### 2010-2019
| Jaar                | Actrice                              | Rol                     | Serie |
| ------------------- | ------------------------------------ | ----------------------- | ----- |
| 2010 (62e)          |                                      |                         |       |
| Archie Panjabi      | Kalinda Sharma                       | The Good Wife           |       |
| Christine Baranski  | Diane Lockhart                       | The Good Wife           |       |
| Rose Byrne          | Ellen Parsons                        | Damages                 |       |
| Sharon Gless        | Madeline Westen                      | Burn Notice             |       |
| Christina Hendricks | Joan Harris                          | Mad Men                 |       |
| Elisabeth Moss      | Peggy Olson                          | Mad Men                 |       |
| 2011 (63e)          |                                      |                         |       |
| Margo Martindale    | Mags Bennett                         | Justified               |       |
| Christine Baranski  | Diane Lockhart                       | The Good Wife           |       |
| Michelle Forbes     | Mitch Larsen                         | The Killing             |       |
| Christina Hendricks | Joan Harris                          | Mad Men                 |       |
| Kelly Macdonald     | Margaret Schroeder                   | Boardwalk Empire        |       |
| Archie Panjabi      | Kalinda Sharma                       | The Good Wife           |       |
| 2012 (64e)          |                                      |                         |       |
| Maggie Smith        | Violet, Dowager Countess of Grantham | Downton Abbey           |       |
| Christine Baranski  | Diane Lockhart                       | The Good Wife           |       |
| Joanne Froggatt     | Anna                                 | Downton Abbey           |       |
| Anna Gunn           | Skyler White                         | Breaking Bad            |       |
| Christina Hendricks | Joan Holloway Harris                 | Mad Men                 |       |
| Archie Panjabi      | Kalinda Sharma                       | The Good Wife           |       |
| 2013 (65e)          |                                      |                         |       |
| Anna Gunn           | Skyler White                         | Breaking Bad            |       |
| Morena Baccarin     | Jessica Brody                        | Homeland                |       |
| Christine Baranski  | Diane Lockhart                       | The Good Wife           |       |
| Emilia Clarke       | Daenerys Targaryen                   | Game of Thrones         |       |
| Christina Hendricks | Joan Harris                          | Mad Men                 |       |
| Maggie Smith        | Violet, Dowager Countess of Grantham | Downton Abbey           |       |
| 2014 (66e)          |                                      |                         |       |
| Anna Gunn           | Skyler White                         | Breaking Bad            |       |
| Christine Baranski  | Diane Lockhart                       | The Good Wife           |       |
| Joanne Froggatt     | Anna Bates                           | Downton Abbey           |       |
| Lena Headey         | Cersei Lannister                     | Game of Thrones         |       |
| Christina Hendricks | Joan Harris                          | Mad Men                 |       |
| Maggie Smith        | Violet, Dowager Countess of Grantham | Downton Abbey           |       |
| 2015 (67e)          |                                      |                         |       |
| Uzo Aduba           | Suzanne "Crazy Eyes" Warren          | Orange Is the New Black |       |
| Christine Baranski  | Diane Lockhart                       | The Good Wife           |       |
| Emilia Clarke       | Daenerys Targaryen                   | Game of Thrones         |       |
| Joanne Froggatt     | Anna Bates                           | Downton Abbey           |       |
| Lena Headey         | Cersei Lannister                     | Game of Thrones         |       |
| Christina Hendricks | Joan Harris                          | Mad Men                 |       |
| 2016 (68e)          |                                      |                         |       |
| Maggie Smith        | Violet, Dowager Countess of Grantham | Downton Abbey           |       |
| Emilia Clarke       | Daenerys Targaryen                   | Game of Thrones         |       |
| Lena Headey         | Cersei Lannister                     | Game of Thrones         |       |
| Maura Tierney       | Helen Solloway                       | The Affair              |       |
| Maisie Williams     | Arya Stark                           | Game of Thrones         |       |
| Constance Zimmer    | Quinn King                           | UnREAL                  |       |
| 2017 (69e)          |                                      |                         |       |
| Ann Dowd            | Aunt Lydia                           | The Handmaid's Tale     |       |
| Uzo Aduba           | Suzanne "Crazy Eyes" Warren          | Orange Is the New Black |       |
| Millie Bobby Brown  | Eleven                               | Stranger Things         |       |
| Chrissy Metz        | Kate Pearson                         | This Is Us              |       |
| Thandie Newton      | Maeve                                | Westworld               |       |
| Samira Wiley        | Moira                                | The Handmaid's Tale     |       |
| 2018 (70e)          |                                      |                         |       |
| Thandie Newton      | Maeve                                | Westworld               |       |
| Alexis Bledel       | Ofglen                               | The Handmaid's Tale     |       |
| Millie Bobby Brown  | Eleven                               | Stranger Things         |       |
| Ann Dowd            | Aunt Lydia                           | The Handmaid's Tale     |       |
| Lena Headey         | Cersei Lannister                     | Game of Thrones         |       |
| Vanessa Kirby       | Princess Margaret                    | The Crown               |       |
| Yvonne Strahovski   | Serena Joy                           | The Handmaid's Tale     |       |
| 2019 (71e)          |                                      |                         |       |
| Julia Garner        | Ruth Langmore                        | Ozark                   |       |
| Gwendoline Christie | Brienne of Tarth                     | Game of Thrones         |       |
| Lena Headey         | Cersei Lannister                     | Game of Thrones         |       |
| Fiona Shaw          | Carolyn Martens                      | Killing Eve             |       |
| Sophie Turner       | Sansa Stark                          | Game of Thrones         |       |
| Maisie Williams     | Arya Stark                           | Game of Thrones         |       |

### 2020-2029
| Jaar                 | Actrice                 | Rol                 | Serie |
| -------------------- | ----------------------- | ------------------- | ----- |
| 2020 (72e)           |                         |                     |       |
| Julia Garner         | Ruth Langmore           | Ozark               |       |
| Helena Bonham Carter | Princess Margaret       | The Crown           |       |
| Laura Dern           | Renata Klein            | Big Little Lies     |       |
| Thandie Newton       | Maeve                   | Westworld           |       |
| Fiona Shaw           | Carolyn Martens         | Killing Eve         |       |
| Sarah Snook          | Shiv Roy                | Succession          |       |
| Meryl Streep         | Mary Louise Wright      | Big Little Lies     |       |
| Samira Wiley         | Moira                   | The Handmaid's Tale |       |
| 2021 (73e)           |                         |                     |       |
| Gillian Anderson     | Margaret Thatcher       | The Crown           |       |
| Helena Bonham Carter | Princess Margaret       | The Crown           |       |
| Madeline Brewer      | Janine                  | The Handmaid's Tale |       |
| Ann Dowd             | Aunt Lydia              | The Handmaid's Tale |       |
| Aunjanue Ellis       | Hippolyta Freeman       | Lovecraft Country   |       |
| Emerald Fennell      | Camilla Parker Bowles   | The Crown           |       |
| Yvonne Strahovski    | Serena Joy Waterford    | The Handmaid's Tale |       |
| Samira Wiley         | Moira                   | The Handmaid's Tale |       |
| 2022 (74e)           |                         |                     |       |
| Julia Garner         | Ruth Langmore           | Ozark               |       |
| Patricia Arquette    | Harmony Cobel           | Severance           |       |
| HoYeon Jung          | Kang Sae-byeok          | Squid Game          |       |
| Christina Ricci      | Misty                   | Yellowjackets       |       |
| Rhea Seehorn         | Kim Wexler              | Better Call Saul    |       |
| J. Smith-Cameron     | Gerri Kellman           | Succession          |       |
| Sarah Snook          | Shiv Roy                | Succession          |       |
| Sydney Sweeney       | Cassie                  | Euphoria            |       |
| 2023 (75e)           |                         |                     |       |
| Jennifer Coolidge    | Tanya McQuoid-Hunt      | The White Lotus     |       |
| Elizabeth Debicki    | Princess Diana          | The Crown           |       |
| Meghann Fahy         | Daphne Sullivan         | The White Lotus     |       |
| Sabrina Impacciatore | Valentina               | The White Lotus     |       |
| Aubrey Plaza         | Harper Spiller          | The White Lotus     |       |
| Rhea Seehorn         | Kim Wexler              | Better Call Saul    |       |
| J. Smith-Cameron     | Gerri                   | Succession          |       |
| Simona Tabasco       | Lucia                   | The White Lotus     |       |
| 2024 (76e)           |                         |                     |       |
| Elizabeth Debicki    | Princess Diana          | The Crown           |       |
| Christine Baranski   | Agnes Van Rhijn         | The Gilded Age      |       |
| Nicole Beharie       | Christina Hunter        | The Morning Show    |       |
| Greta Lee            | Stella Bak              | The Morning Show    |       |
| Lesley Manville      | Princess Margaret       | The Crown           |       |
| Karen Pittman        | Mia Jordan              | The Morning Show    |       |
| Holland Taylor       | Cybil Richards          | The Morning Show    |       |
| 2025 (77e)           |                         |                     |       |
| Patricia Arquette    | Harmony Cobel           | Severance           |       |
| Carrie Coon          | Laurie Duffy            | The White Lotus     |       |
| Katherine LaNasa     | Charge Nurse Dana Evans | The Pitt            |       |
| Julianne Nicholson   | Sinatra                 | Paradise            |       |
| Parker Posey         | Victoria Ratliff        | The White Lotus     |       |
| Natasha Rothwell     | Belinda Lindsey         | The White Lotus     |       |
| Aimee Lou Wood       | Chelsea                 | The White Lotus     |       |

## Records
| Records voor beste vrouwelijke bijrol in een dramaserie | Records voor beste vrouwelijke bijrol in een dramaserie |
| ------------------------------------------------------- | ------------------------------------------------------- |
| Actrice met de meeste overwinningen                     | Nancy Marchand (4)                                      |
| Actrice met de meeste nominaties                        | Tyne Daly (8)                                           |
| Actrice met de meeste nominaties zonder ooit te winnen  | Christine Baranski (7)                                  |